# Agrotehnică
Agrotehnica (din greacă agros=ogor și techne= meșteșug) este știința agricolă care se ocupă cu studierea factorilor de vegetație, relațiilor care există între aceștia și plantele cultivate precum și metodele de dirijare a acestora având ca obiectiv elaborarea de tehnologii agricole rentabile, nepoluante pentru sol și mediul înconjurător, în scopul obținerii de recolte rentabile în condițiile mentinerii sau chiar sporirii fertilității solului și de protecție a mediului înconjurător.

## Obiective
Agrotehnica are următoarele obiective principale:
- studierea factorilor de vegetație (căldură, lumină, apă, aer, elemente nutritive) și elaborarea metodelor de dirijare a acestora;
- studierea lucrărilor solului pe tipuri de agregate precum și elaborarea diferitelor tipuri de sisteme convenționale și neconvenționale de lucrat solul;
- studierea buruienilor din culturile agricole și horticole, a metodelor de combatere preventive și curative aplicate în contextul respectării cerințelor managementului integrat al buruienilor, inofensiv pentru mediul ambiant;
- stabilirea regulilor privind întocmirea rotațiilor și organizarea asolamentelor raționale;
- elaborarea sistemelor de lucrări pentru semănatul și îngrijirea culturilor agricole;
- valorificarea avantajelor agrotehnicii diferențiate în zone și microzone specifice din țară;
- fundamentarea principalelor sisteme de agricultură (cu țelină, cu pârloagă, cu ogor, cu asolament altern, biodinamic, biologic, durabil etc.).

## Agrotehnica în România
În România, primul tratat de Agrotehnică a fost publicat de către Gheorghe Ionescu-Sisești în 1942.

## Literatură
- I.Staicu: Agrotehnică și tehnică experimentală, Editura Didactică și Pedagogică, 1967, 408 p.
- C. Pintilie: Agrotehnică, Editura Didactică ṣi Pedagogică, 1985, 427 pagini
- Stancu Iancu: Agrotehnică, Editura Universitaria, 2007; Vol. 1 ISBN:973-742-552-9 ; 978-973-742-552-2; Vol. 2 ISBN:978-973-742-716-8,
- Mihai Berca: Agrotehnica. Transformarea modernă a agriculturii, Editura Ceres, 2011, 968 pagini